# 해남 방산리 장고봉고분
해남 방산리 장고봉고분(海南 方山里 장고봉古墳)은 대한민국 전라남도 해남군 북일면 방산리에 있는 고분이다. 1986년 2월 7일 전라남도의 기념물 제85호로 지정되었다.

## 개요
방산리에 있는 성마산의 정상을 빙 둘러싸고 형성된 산성의 동쪽에 있는 무덤이다.
봉분은 자연구릉과 같이 거대하여 앞이 네모나고 뒤가 둥근 전방후원 형태이다. 산성 북쪽의 평지성 구릉에는 피라미드형 무덤이 있는데 불규칙한 막돌이 봉분표면에 촘촘히 박혀있다.
남쪽에는 돌방무덤(석실분)이 노출되어 있을 뿐만 아니라 용일리 무덤들(6기), 방산리 연골무덤들(7기), 방산리 독수리봉 무덤(2기)들이 분포하고 있어 산성 주위가 무덤지대임을 알 수 있게 해준다. 이 무덤은 아직 정식 학술조사가 이루어지지 않아 정확한 성격을 알지 못하고 있다.
해남 방산리 장고봉 고분군이 학술조사를 거쳐 전방후원무덤으로 밝혀진다면 영산강 유역 고분문화의 이해와 설명에 중요한 자료를 제공해주는 유적이 될 것이다.

## 참고 자료
- 해남방산리장고봉고분 - 국가유산청 국가유산포털